# Barbara Fernandes
Barbara Fernandes (, século XIV — , século XIV) foi uma combatente portuguesa no primeiro cerco de Diu.

## Biografia
A intervenção de Barbara Fernandes no primeiro cerco de Diu foi assim descrita:
Barbara Fernandes ostentou no cerco de Diu o maior valor, pois recebendo em seus braços a um filho morto, nem uma só lagrima derramou, mostrando a mesma, ou maior constância com a notícia da morte de outro, que também morrera no conflito. E enterrando a ambos, disse para os circunstantes: Não resta mais que morrer a mãe; e dito isto tomou armas, e com elas foi ajudar os combatentes, militando com tal distinção, que, a seu exemplo, os mesmos covardes obravam proezas singularíssimas. Vendo a necessidade que havia de soldados, formou um luzido esquadrão de mulheres, com as quais fez ações tão illustres, que nelas poucos a imitarão, nenhum a excedeu.